# Pallikonda
Pallikonda is een panchayatdorp in het district Vellore van de Indiase staat Tamil Nadu. 

## Demografie
Volgens de Indiase volkstelling van 2001 wonen er 20.678 mensen in Pallikonda, waarvan 51% mannelijk en 49% vrouwelijk is. De plaats heeft een alfabetiseringsgraad van 73%. 